# Becsy András
Becsy András (Gyula, 1973. május 3. –) magyar költő.

## Élete
A gyulai Erkel Ferenc Gimnázium és Egészségügyi Szakközépiskolában érettségizett 1991-ben, majd a szegedi József Attila Tudományegyetem Bölcsészettudományi Karán magyar-történelem szakos diplomát szerzett. Tanári pályáját Gyulán kezdte, Szegedre költözésük után ott folytatta.

## Munkássága
Szépirodalmat 1997 óta publikál. Verseit és kisprózáit az Agria, A Vörös Postakocsi, a Bárka, a Cimbora, az Eső, az Élet és Irodalom, a Forrás, a Hitel, az Irodalmi Jelen, a Kortárs, a Látó, a Magyar Napló, a Palócföld, a Pannon Tükör, a Spanyolnátha, a Székelyföld, a Szépirodalmi Figyelő, a Tiszatáj, az Új Forrás és az Új Könyvpiac közölte. Írásait román nyelvre is lefordították. Alapító tagja a Körös Irodalmi Társaságnak. Tagja volt a József Attila Körnek, 2015 óta a Magyar Írószövetség tagja.

## Művei
- Franciakrémes (versek, Kortárs Kiadó, Budapest, 2010, szerkesztette: Zalán Tibor)
- Camping (versek, Kortárs Kiadó, Budapest, 2015, szerkesztette: Horváth Bence)
- Kert és ház (versek, Kortárs Kiadó, Budapest, 2021, szerkesztette: Horváth Bence)

## Irodalmi díjai
- Bárka-díj (2010)
- Dugonics András irodalmi díj (2020, jelölés)